# Schwanen
Schwanen ist eine nach dem ehemaligen Wermelskirchener Ortsteil Schwanen benannte Straße. Wermelskirchen liegt im Rheinisch-Bergischen Kreis in Nordrhein-Westfalen.

## Verlauf
Die Straße Schwanen verläuft in Nordost-Südwest-Richtung von der so genannten Eich, Ecke Burgerstrasse (heute Obere Waldstrasse) bis zur Grünestrasse, Ecke Karolinenstrasse. Der im Stadtwappen als Ortsteil symbolisch durch einen Schwan dargestellte Stadtteil bestand ursprünglich nur aus wenigen Häusern, dem Gasthaus Zum Schwanen und dem Schwaner Gehüchter, dem Armenhaus der reformierten Gemeinde.

## Geschichte

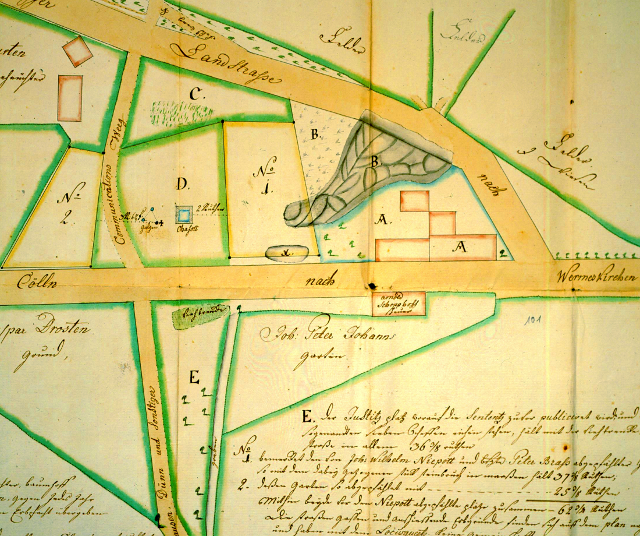
Gerichtsplatz in Wermelskirchen 1780

Die erstmalige Erwähnung findet sich in den Dokumenten eines Reichskammergerichts-Prozesses von 1617 um das Gut Kenkhausen Schynk gegen Stephan. Letzterer wird im Haus des Wirtes am Schwanen oben auf dem Saal vernommen. Der Wirt im Schwanen war im Jahre 1622 Hermann Kremer, er wird als einer der Führer der Reformation in Wermelskirchen genannt. Der Saal wird der Tagungsort des Bornefelder Gerichts in Wermelskirchen gewesen sein.

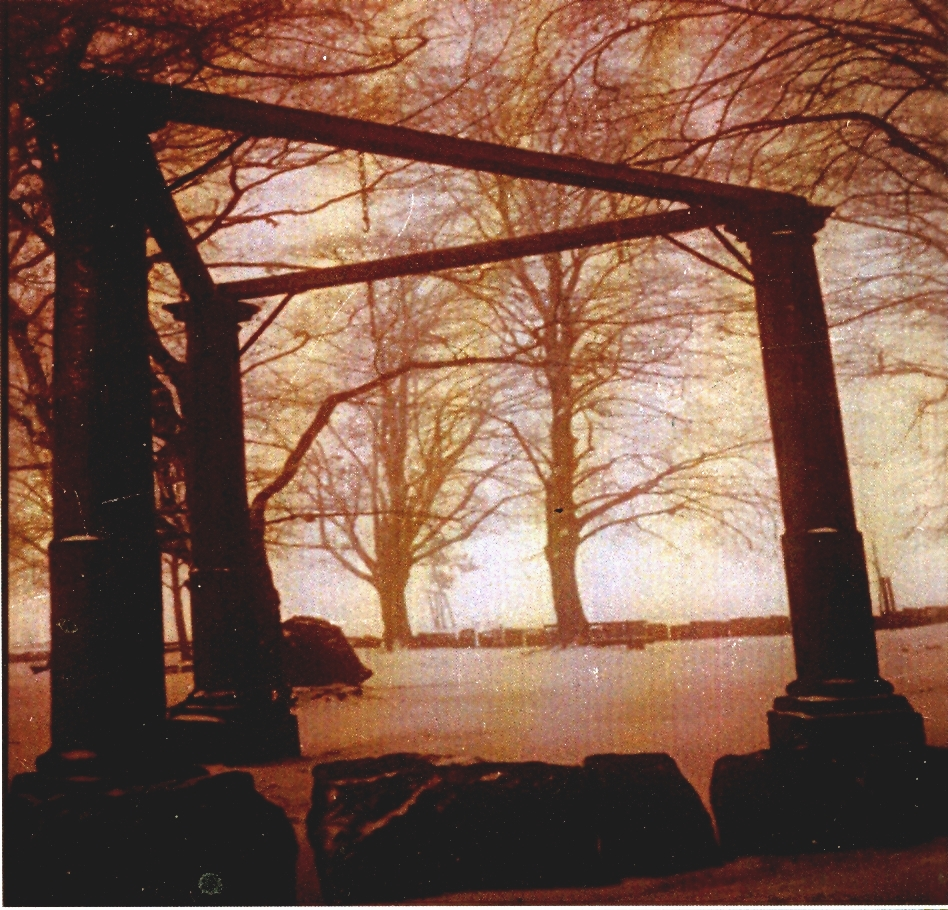
Beispiel eines noch existierenden Galgen bei Beerfelden im Odenwald

Das Gebäude auf dessen Platz heute das Hotel Zum Schwanen steht, wurde auf einer Karte von 1780 als „Arnold Schopphofs Scheuer“ benannt. Elf Jahre später, 1791 heißt es auf einer anderen, „Scheune und Stallung“. Im Jahre 1802 wird auf einer Karte ein Joh. Arn. Frowein als Besitzer genannt, ohne die Funktion des Gebäudes zu kennzeichnen.
Berühmt wurde der Schwanen durch den ehemaligen Gerichtsplatz des Amts Bornefeld, wo das Urteil, die „Sentenz“ verkündet wurde.
Bis um 1800 befand sich dieser auf der westlichen Seite des heute noch vorhandenen Schwanenplatzes südlich der Bundesstraße 51. Gegenüber auf der Nordseite der B 51 an der Kurzestrasse standen der Galgen und das Schafott des Gerichts.
Der letzte unterm Wermelskirchener Galgen um 1730 verscharrte Spitzbube war der "Henke Joks". Er war so religiös wie ein italienischer Bandit, oder wie ein spanischer Strassenräuber – denn er betete, wenn er auf den Diebstahl ausging. Als dieser Held der Finsternis gefasst werden sollte und sein Haus in Balkhausen von Schützen umstellt war, erschoss er sich selbst, um der ehrenwerten Bekanntschaft des Scharfrichters vorzubeugen. Wie der Volksmund sagt, wurde seine Leiche vorher zur Abschreckung am Galgen aufgehängt.
Beim Verkauf des Gerichtsplatzes durch den Kameral-Fiskus in Düsseldorf an den Anlieger Johann Wilhelm Niepot in den Jahren 1784 bis 1799 berichtet dieser, dass vor älteren Jahren noch eine Weibsperson mit dem Schwert auf dem Wermelskirchener Gerichtsplatz hingerichtet worden sei.

### Schwanen Haus Nr. 28

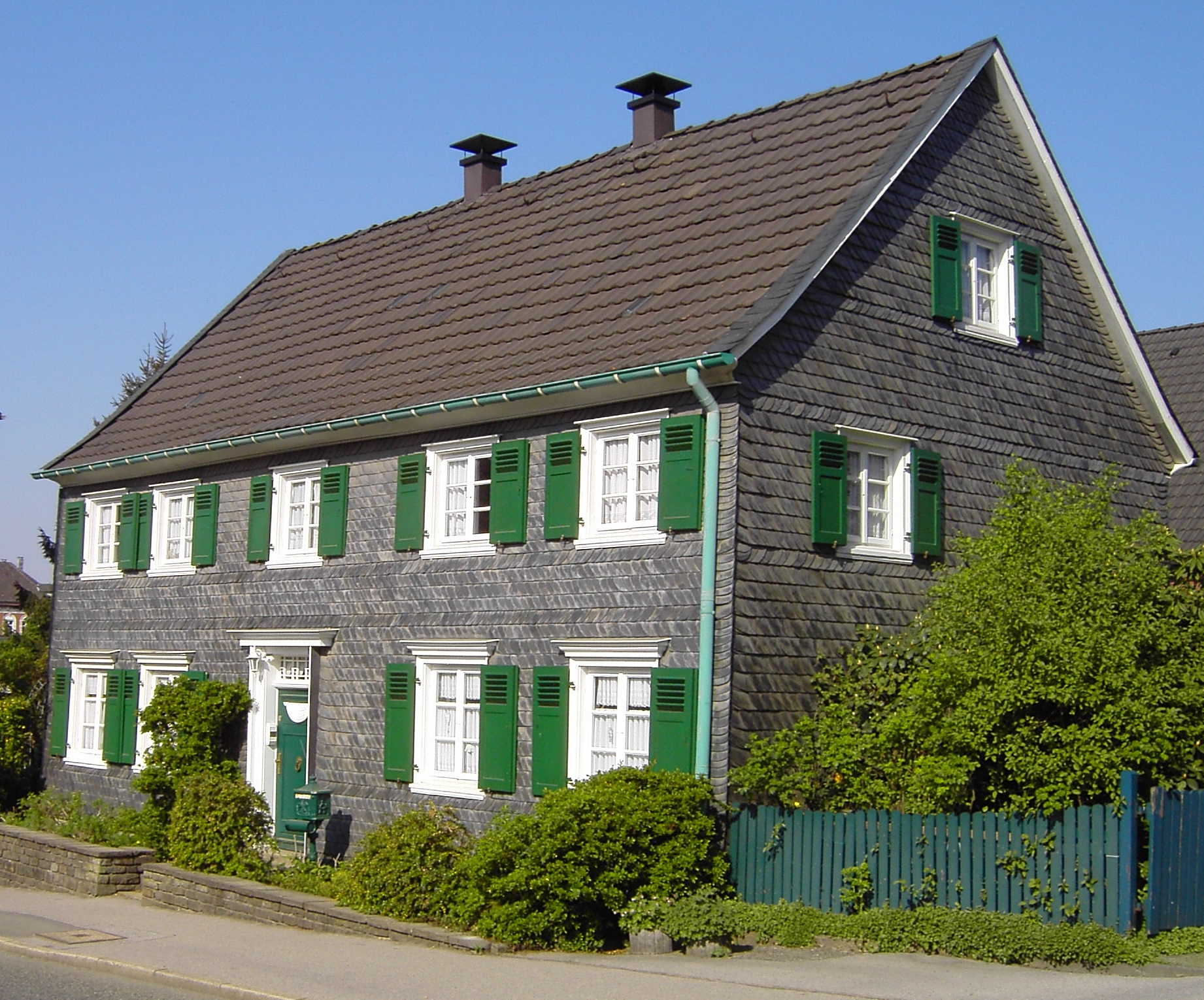
Führershäusgen am Schwanen 28

Das sehr schöne alte Haus trug früher den Namen "Führershäusgen", früher auch "Hibbelershäusgen" genannt. Hier wohnte der Landschützen-Führer Hibbeler im 18. Jahrhundert. Die Landschützen waren eine milizähnliche Formation die in Not- und Kriegsfällen für Sicherungsaufgaben herangezogen wurden. Die Führer hatten auch offiziellen Aufgaben wie die Zustellung von amtlichen Schreiben. Die Erstnennung findet sich 1769 in den Gerichtsakten von Wermelskirchen. Im Jahre 1791 leiht die Anna Pleuser, Wittib Arnold Pfeffer, 100 Taler und verpfändet das Führershäusgen. Im gleichen Jahr beklagt sich die Wittib Pfeffer sich beim Gericht über den Arnold Fischer wegen Fällung einer Eiche auf dem Grundstück des Führerhäusgen. 1802 wird der Wermelskirchener Gerichtsscheffe Schmits beauftragt das sog. Führershäusgen der Wittib Pleuser öffentlich zu verkaufen. Vor 1827 vererbt der Wilhelm Schmidt seiner Tochter Wilhelmine das Haus vor Notar Hamm in Wermelskirchen. Im Jahr 1828 ist sie verheiratet mit Peter Franz Hasenclever. Die Familie Hasenclever besaß das Eigentum bis 1990.